# Most Królowej Jadwigi w Bydgoszczy

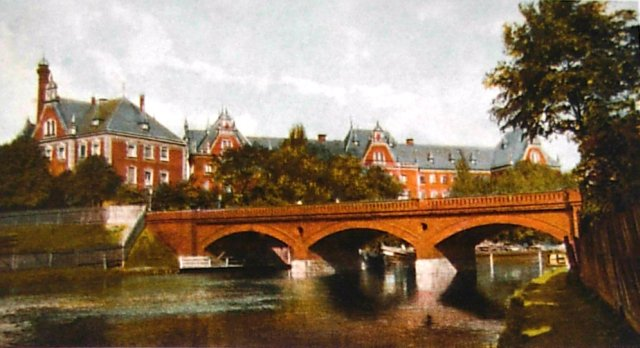
Stary most Victoriabrücke (1865-1912)

Most Królowej Jadwigi – most jednoprzęsłowy, żelbetowy o konstrukcji ramowej na rzece Brdzie w bydgoskim Śródmieściu, w okolicach dworca PKP.

## Lokalizacja
Most Królowej Jadwigi zlokalizowany jest w zachodniej części Śródmieścia Bydgoszczy na pograniczu z osiedlem Okole. Spina oba brzegi Brdy w odległości 12,2 km od jej ujścia do Wisły. Na moście znajduje się ulica Królowej Jadwigi.

## Historia
Kiedy w roku 1860 wytyczono i rozpoczęto budowę Viktoriastrasse (od 1920 roku jako ulica Królowej Jadwigi), w miejscu przeprawy przez Brdę zbudowano w latach 1861–1865 pierwszy most drogowy w jej ciągu – nazywał się Viktoriabrücke, był ceglany, trójprzęsłowy, wsparty na trzech arkadach, długości 26 m i szerokości 11 m. Jego patronką była żona ówczesnego następcy tronu Prus Fryderyka, Wiktoria.
W latach 1908–1915 dokonano w Bydgoszczy generalnej przebudowy drogi wodnej Wisła-Odra. W wyniku tych prac do drogi wodnej włączono odcinek Brdy, wcześniej nie skanalizowany, na którym istniała przeprawa mostowa Victoriabrücke. W tej sytuacji konieczna była gruntowna przebudowa mostu, aby spełniał on wymogi ówczesnej żeglugi. Należało podwyższyć obiekt i poszerzyć prześwity między przęsłami.
Zdecydowano się na budowę nowego mostu i podjęto decyzję o użyciu nowatorskiej jak na owe czasy technologii żelbetowej. Projekt zakładał wzniesienie jednoprzęsłowego mostu o konstrukcji ramowej, z betonowymi przyczółkami, a instalacje miały biec specjalnie zaprojektowanymi komorami. Nawierzchnię mostu przygotowano pod przewidywaną trakcję tramwajową. W 1912 nastąpiła rozbiórka starego mostu, a prace nad nowym mostem rozpoczęły się w maju 1913 roku. Oficjalne otwarcie odbyło się 28 sierpnia tegoż roku. Nazwano go także Viktoriabrücke, a w roku 1920 wraz z powrotem Bydgoszczy do macierzy – mostem Królowej Jadwigi. Zbudowała go bydgoska firma Windschild i Langelott, której biura mieściły się przy ulicy Gdańskiej 153 (obecnie 34), a fabryka w miejscowości Białe Błota. Projektantem mostu był prof. Richard Kohnke z Gdańska.
W zgeometryzowanej, stylistyce nowej konstrukcji mostu pojawiła się też śladowa, lecz interesująca dekoracja: „secesyzujące” rybie głowy na przyczółkach.
Most został zaminowany w 1939 roku, ale mimo odpalenia ładunków 4 września nie wyleciał w powietrze – nachyliły się jedynie barierki, głównie wschodnia. W styczniu 1945 roku na moście ułożono kilka bomb lotniczych, które podłączono do detonatora. Mieszkańcy okolicy, głównie kolejarze, unieszkodliwili bomby w nocy z 22 na 23 stycznia.
W ten sposób jako jedyny bydgoski most w centrum miasta, przetrwał bez szwanku okres II wojny światowej. Działania wojenne pozostawiły jednak niewielkie uszkodzenia konstrukcji w postaci śladów po pociskach.
Most przetrwał także intensywne zmiany ulicy Królowej Jadwigi, stającej się stopniowo jedną z ważniejszych arterii miejskich. Jedynym śladem upływu lat pozostawał brak czterech lamp stojących niegdyś na cokołach przyczółków. W 2001 r. bydgoskie Przedsiębiorstwo Robót Mostowych „Promost” przeprowadziło remont kapitalny mostu, który przywrócił mu dawną świetność. Wymieniono m.in. izolację, nawierzchnię jezdni i chodników, wzmocniono strefy podporowe. Na przyczółkach stanęły ponownie stylizowane, masywne lampy projektu W. Kalińskiego. Dodatkowo, w 2005 r. most został podświetlony.

## Dane techniczne
Most zbudowano jako jednoprzęsłowy, żelbetowy, o konstrukcji ramowej i długości całkowitej 39,2 m. Szerokość pomostu wynosi 11,8 m, w tym jezdnia 6,6 m oraz dwa chodniki po 2,5 m szerokości. Przestrzeń żeglowna pod obiektem wynosi: 4,5 × 30 m. Nośność mostu wynosi 20 ton. Obiektem dysponuje Zarząd Dróg Miejskich i Komunikacji Publicznej w Bydgoszczy.

## Obciążenie ruchem
Most Królowej Jadwigi należy do obiektów bardzo obciążonych ruchem drogowym w Bydgoszczy. Pomiar ruchu w 2006 r. wykazał, że w szczycie komunikacyjnym przejeżdża przezeń około 1920 pojazdów na godzinę. Na moście często tworzą się zatory pojazdów, co jest związane z bliskością skrzyżowań z ul. Dworcową i Garbary.

## Inne
Tytuł „Most Królowej Jadwigi” nosi trzytomowa, autobiograficzna powieść Jerzego Sulimy-Kamińskiego, który przez większość życia mieszkał w jego pobliżu.

## Galeria

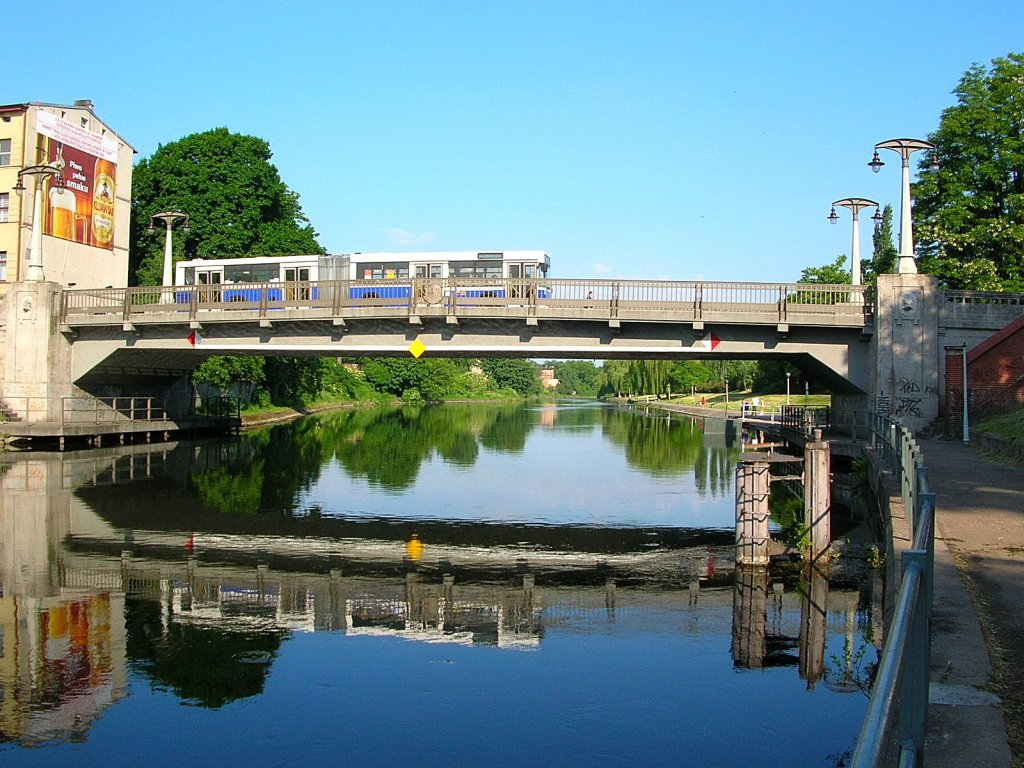
Latem
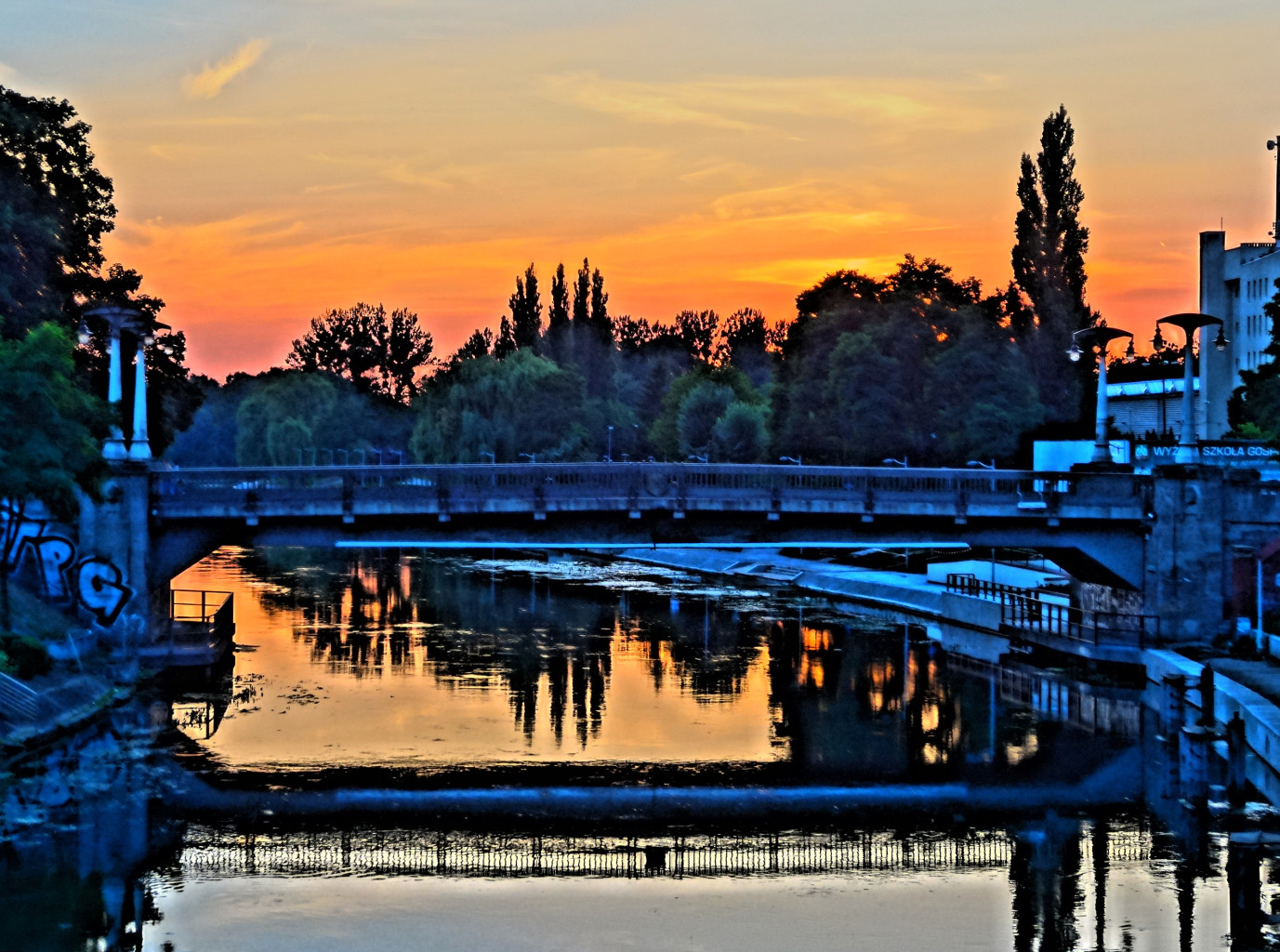
O zachodzie słońca
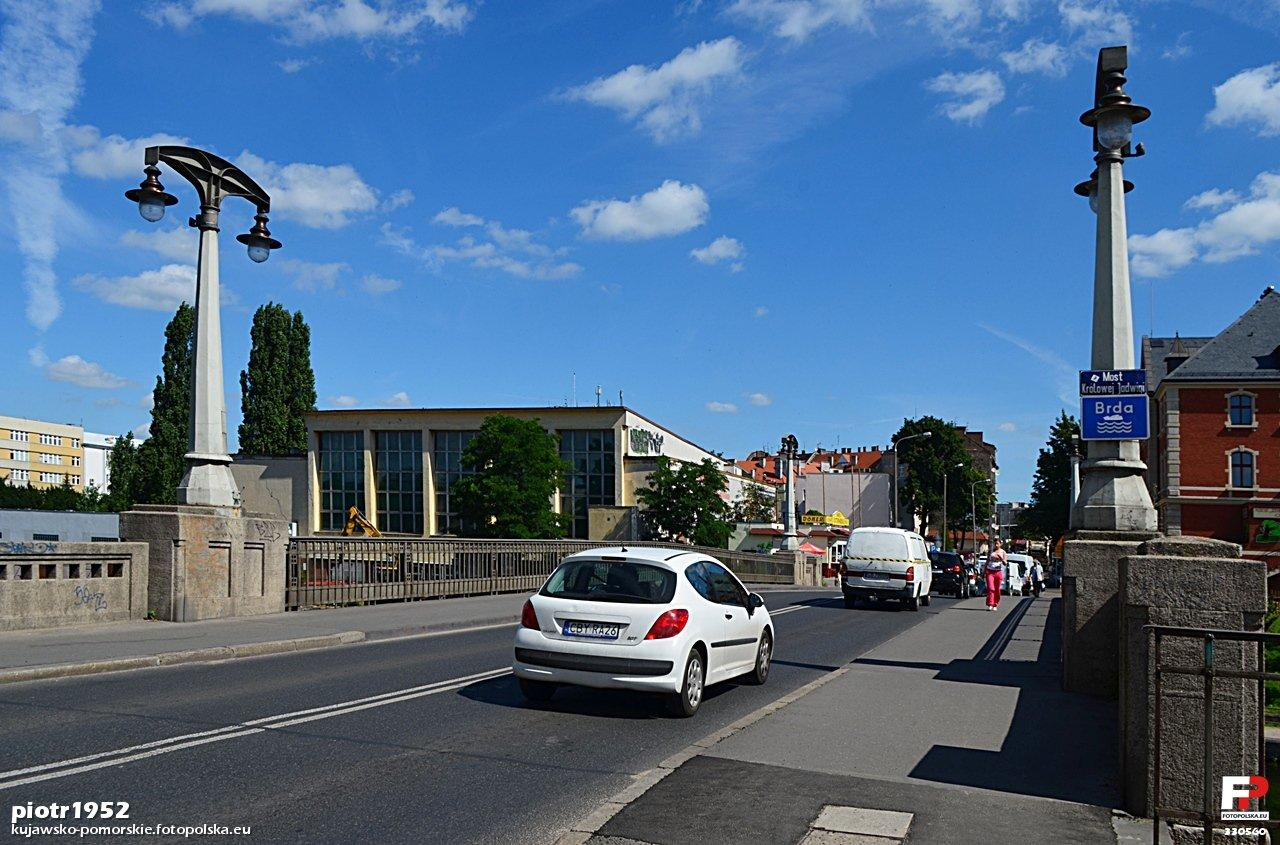
Na moście
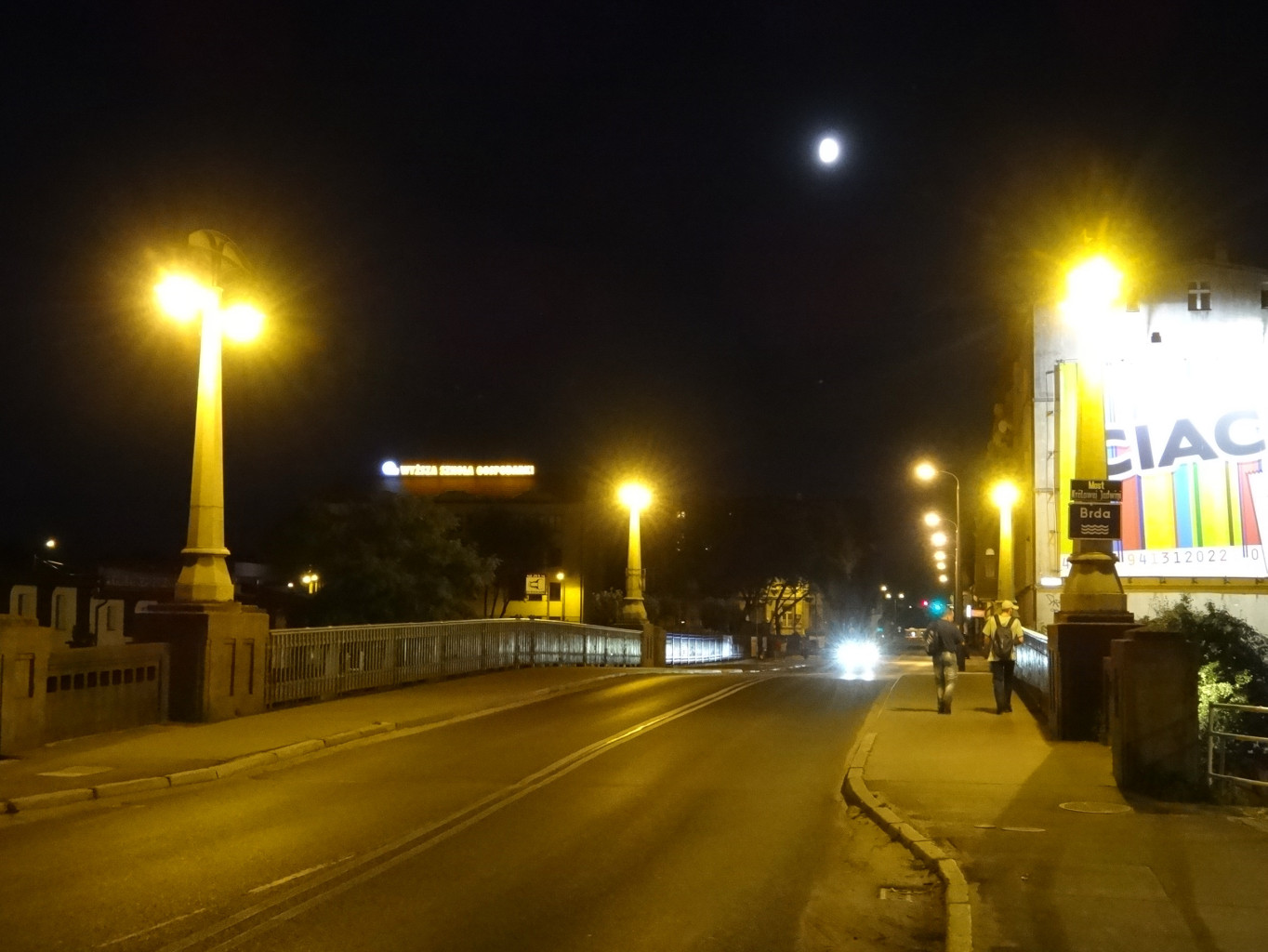
Nocą